# Hille Feicken

Hille Feicken – „die Judith von Münster“

Hille Feicken (* in Wirdum/Provinz Friesland; † 27. Juni 1534) war eine niederländische Täuferin.

## Leben
Feicken war Tochter eines Tagelöhners aus Wirdum. Ihr Mann Psalmus wurde in Utrecht geboren. Zusammen lebten sie kinderlos in Sneek im Haus von Feickens Vater. Durch Briefe erfuhr Psalmus vom Täuferreich von Münster. Drei Wochen vor Hille Feicken reiste er ins sogenannte Neue Jerusalem. Von den revolutionären Zuständen in der Stadt angetan schrieb Psalmus Hille in einem Brief, sie solle ihm nachkommen. Diese verteilte ihr Hab und Gut an die Armen Sneeks und reiste nach Münster, wo sie die Gläubigentaufe empfing. Im Täuferreich war Hille Feicken wie die anderen Frauen der Stadt in der Verstärkung der Stadtmauern tätig.
Am frühen Morgen des 16. Juni 1534 verließ Hille Feicken allein die belagerte Stadt. Ihr Ziel war, den Bischof Franz von Waldeck nach dem alttestamentarischen Vorbild der Judith zunächst zu verführen, um ihn anschließend zu töten. Franz von Waldeck kommandierte zu der Zeit die Belagerung der Stadt. Ihr Anschlagsplan scheiterte, sie wurde von den Belagerern gefasst und zwei Mal verhört. Im Verhör betonte Hille Feicken, auf eigene Faust gehandelt zu haben. „Sie habe Tag und Nacht keine Rast noch Ruhe haben können, Judiths Werk zu tun.“ Die Propheten des Täuferreiches und Bürgermeister Bernd Knipperdolling habe sie von ihren Plänen in Kenntnis gesetzt und im Gegenzug Wegzehrung und Geld erhalten. Anschließend an das zweite Verhör wurde Hille Feicken am 27. Juni 1534 hingerichtet.